# M'Garto
M'Garto  (in arabo امكارطو‎?) è un centro abitato e comune rurale del Marocco situato nella provincia di Settat, regione di Casablanca-Settat. Conta una popolazione di 8 514 abitanti (censimento 2014).